# Orleans Parish
Orleans Parish er et county i den amerikanske delstaten Louisiana. Området ligger i den sydøstlige del af delstaten, og det grænser op mod St. Tammany Parish i nord, St. Bernard Parish i sydøst, Plaquemines Parish i syd og mod Jefferson Parish i vest.
Orleans Parish’s totale areal er 907 km², hvoraf 439 km² er vand. I året 2000 havde amtet 484 674 indbyggere. Amtet bliver administreret fra New Orleans, der også er delstatens største by.

## Byer
- Broadmoor
- Bywater
- Carrollton
- Chef Menteur
- Custom House
- Gentilly
- Lafayette Square
- Michoud
- New Orleans
- Vieux Carre

29°58′N 90°03′V / 29.97°N 90.05°V